# Odense Floorball Club
Odense Floorball Club er en floorballklub, der ligger i Odense, og som blev stiftet i 2012, under navnet Black Swans, de ligger placeret hos herrerne i 1. division Vest og hos damerne i 1. Division Vest Syd.
.
Klubben blev stiftet med navnet Black Swans Floorball Club, som en ren kvinde klub, men mændene kom hurtigt til. Klubben skiftede til det nuværende navn Odense Floorball Club før 15/16-sæsonen. Odense Floorball Club var også navnet på en tidligere klub i Odense, der blev opløst i 2012.